# بييرلويجي جوليني
بييرلويجي جوليني (بالإيطالية: Pierluigi Gollini)‏ (18 مارس 1995 ببولونيا في إيطاليا - ) هو لاعب كرة قدم إيطالي في مركز حراسة المرمى. شارك مع منتخب إيطاليا تحت 18 سنة لكرة القدم ومنتخب إيطاليا تحت 19 سنة لكرة القدم ومنتخب إيطاليا تحت 20 سنة لكرة القدم ومنتخب إيطاليا تحت 21 سنة لكرة القدم. أما مع النوادي، فقد لعب مع فيورنتينا ونادي سبال وهيلاس فيرونا ونادي أتلانتا.

## وصلات خارجية
- بييرلويجي جوليني على موقع الاتحاد الأوربي (الإنجليزية)
- بييرلويجي جوليني على موقع إي إس بي إن إف سي (الإنجليزية)
- بييرلويجي جوليني على موقع قاعدة بيانات كرة القدم.إي يو (الإنجليزية)
- بييرلويجي جوليني على موقع ليكيب (الفرنسية)
- بييرلويجي جوليني على موقع ناشيونال فوتبول تيمز (الإنجليزية)
- بييرلويجي جوليني على موقع Soccerbase.com (لاعب) (الإنجليزية)
- بييرلويجي جوليني على موقع Soccerway.com (الإنجليزية)
- بييرلويجي جوليني على موقع عالم كرة القدم.نت (الإنجليزية)
- بييرلويجي جوليني على موقع AS.com (الإسبانية)